# Нонантола
Нонантола (італ. Nonantola) — муніципалітет в Італії, у регіоні Емілія-Романья,  провінція Модена.
Нонантола розташована на відстані близько 340 км на північ від Рима, 33 км на північний захід від Болоньї, 10 км на північний схід від Модени.
Населення — 15 804 особи (2014).
Свято покровителя міста святого Сильвестра  відзначається 31 грудня.

## Демографія
Населення за роками:

Станом на 1 січня 2023 року в муніципалітеті офіційно проживало 1675 іноземців з 67 країн, серед них 284 громадяни країн Євросоюзу та 175 громадян України.

## Сусідні муніципалітети
- Бомпорто
- Кастельфранко-Емілія
- Кревалькоре
- Модена
- Раварино
- Сант'Агата-Болоньєзе